# Невеста (фильм, 1985)
«Невеста» (англ. The Bride, 1985) — фантастический художественный кинофильм режиссёра Франка Роддама, вариация на тему романа Мэри Шелли «Франкенштейн, или Современный Прометей» и вольное продолжение сюжета фильма «Невеста Франкенштейна».

## Сюжет
Фильм начинается сценой, которой заканчивается «Невеста Франкенштейна». Барон Чарлз Франкенштейн (Стинг) создаёт и оживляет идеальную женщину (Дженнифер Билз). Созданный ранее Монстр (Клэнси Браун) предъявляет на неё права, однако женщина пугается его ужасного вида. В отчаянии монстр разрушает лабораторию и вызывает пожар.
Франкенштейн спасает из огня Невесту, которую называет Евой. Она ничего не помнит о своём прошлом (которого у неё, в сущности, и нет), и Франкенштейн намерен этим воспользоваться и воспитать из неё идеал современной эмансипированной женщины — свободной от предрассудков и независимой. Франкенштейн уверен, что все остальные участники эксперимента погибли в огне.
Монстр приходит в себя в лесу неподалёку от замка. На дороге он встречает карлика Ринальдо (Дэвид Раппапорт), циркового артиста, который приходит в восторг от его огромного роста и силы и приглашает идти с ним в Будапешт, где он намерен поступить на работу в бродячий цирк. Ринальдо учит монстра основным правилам человеческого общежития, способам выживания в жестоком мире, дает ему имя Виктор.
Эксперимент Франкенштейна увенчался успехом — Ева постепенно становится именно такой женщиной, которую он мечтал создать. Франкенштейн выводит её в свет, где Ева становится объектом ухаживаний молодого ловеласа (Кэри Элвес). Начавшийся между ними роман вызывает ревность Франкенштейна, который, на словах провозглашая независимость современной женщины, подсознательно пытался привязать Еву только к себе.
Виктор и Ринальдо устраиваются работать в цирк и вскоре добиваются успеха с совместным номером. Хозяин цирка Магар считает, что может избавиться от карлика и оставить себе безмозглого великана, которому можно не платить. Его подручный Бела подстраивает несчастный случай и Ринальдо погибает. Виктор случайно слышит разговор между хозяином цирка и его помощником, приходит в ярость, убивает Белу и скрывается.
Виктор решает вернуться в замок Франкенштейна, мечтая встретиться с навсегда поразившей его воображение Евой. Между ними, двумя созданиями Франкенштейна, появляется телепатическая связь. Виктор появляется в замке в тот момент, когда Франкенштейн, которому не удалось добиться любви Евы, пытается её изнасиловать. Виктор убивает Франкенштейна и отправляется с Евой в Венецию, о которой Ринальдо рассказывал ему как о лучшем городе в мире.

## В ролях
- Клэнси Браун — Виктор
- Дженнифер Билз — Ева
- Стинг — Чарлз Франкенштейн
- Джеральдин Пейдж — миссис Бауманн
- Энтони Хиггинс — Клерваль
- Верушка фон Лендорф — графиня
- Кэри Элвес — Иосиф
- Фил Дэниелс — Бела
- Тимоти Сполл — Паулус
- Дэвид Раппапорт — Ринальдо
- Алексей Сейл — Магар
- Квентин Крисп — доктор Залхус
- Кен Кэмпбелл — Педлар
- Гай Рольф — граф
- Тони Хейгарт — хранитель таверны

## Интересные факты
- Имена классических персонажей символически изменены по сравнению с классическими источниками — например, имя Виктор, которое в романе носит сам Франкенштейн, отдано его созданию. Имя карлика Ринальдо может быть отсылкой к Фредерику Ринальдо, внесенному в «черные списки» комиссии Маккарти сценаристу фильма «Эббот и Костелло встречают Франкенштейна». Убийца-циркач Бела носит имя Белы Лугоши, который мог стать исполнителем роли Создания в классическом фильме 1931 года и впоследствии сыграл несколько ролей в фильмах «франкенштейновского» цикла.
- В одном из эпизодов фильма Франкенштейн пренебрежительно сжигает в камине книгу под названием «Новый Прометей».

## Релиз и прокат
- Фильм вышел в прокат в США 16 августа 1985 года на 955 экранах. Сборы за первый уик-энд проката составили 1 763 277 долларов[1].
- Общие сборы фильма за весь прокат составили 3 558 669 долларов[2].